# Lekkoatletyka na Letnich Igrzyskach Olimpijskich 2024 – bieg na 3000 m z przeszkodami mężczyzn
Bieg na 3000 m z przeszkodami mężczyzn podczas XXXIII Letnich Igrzysk Olimpijskich w Paryżu odbył się w dniu 5 i 7 sierpnia 2024. Do rywalizacji przystąpiło 36 sportowców.  Areną zawodów był Stade de France.

## Terminarz
| Data            | Godzina |         |
| --------------- | ------- | ------- |
| 5 sierpnia 2024 | 19:04   | Runda 1 |
| 7 sierpnia 2024 | 21:43   | Finał   |

## Rekordy
Tabela uwzględnia rekordy uzyskane przed rozpoczęciem zawodów.
|                   | Zawodnik          | Wynik   | Miejsce        | Data             |
| ----------------- | ----------------- | ------- | -------------- | ---------------- |
| Rekord świata     | Lamecha Girma     | 7:52,11 | Paryż          | 9 czerwca 2023   |
| Rekord olimpijski | Conseslus Kipruto | 8:03,28 | Rio de Janeiro | 17 sierpnia 2016 |

## Runda 1
Do finału awansowało 5 pierwszych zawodników z każdego biegu.

### Bieg 1
| Poz. | Zawodnik            | Reprezentacja     | Czas    | Uwagi |
| ---- | ------------------- | ----------------- | ------- | ----- |
| 1    | Soufiane El Bakkali | Maroko            | 8:17.90 | Q     |
| 2    | Leonard Chemutai    | Uganda            | 8:18.19 | Q,    |
| 3    | Getnet Wale         | Etiopia           | 8:18.25 | Q     |
| 4    | Daniel Arce         | Hiszpania         | 8:18.31 | Q     |
| 5    | Ahmed Jaziri        | Tunezja           | 8:18.33 | Q,    |
| 6    | Amos Serem          | Kenia             | 8:18.41 | q     |
| 7    | Karl Bebendorf      | Niemcy            | 8:20.46 |       |
| 8    | Nicolas-Marie Daru  | Francja           | 8:20.52 |       |
| 9    | Ruben Querinjean    | Luksemburg        | 8:27.97 |       |
| 10   | James Corrigan      | Stany Zjednoczone | 8:36.67 |       |
| 11   | Yassin Bouih        | Włochy            | 8:40.34 |       |
| 12   | Bilal Tabti         | Algieria          | 9:04.81 |       |

### Bieg 2
| Poz. | Zawodnik          | Reprezentacja     | Czas    | Uwagi |
| ---- | ----------------- | ----------------- | ------- | ----- |
| 1    | Mohamed Tindouft  | Maroko            | 8:10.62 | Q,    |
| 2    | Samuel Firewu     | Etiopia           | 8:11.61 | Q     |
| 3    | Abraham Kibiwot   | Kenia             | 8:12.02 | Q     |
| 4    | Ryuji Mira        | Japonia           | 8:12.41 | Q     |
| 5    | Avinash Sable     | Indie             | 8:15.43 | Q     |
| 6    | Matthew Wilkinson | Stany Zjednoczone | 8:16.82 |       |
| 7    | Nahuel Carabaña   | Andora            | 8:19.44 |       |
| 8    | Osama Zoghlami    | Włochy            | 8:20.52 |       |
| 9    | Alexis Miellet    | Francja           | 8:22.08 |       |
| 10   | Velten Schneider  | Niemcy            | 8:25.75 |       |
| 11   | Matthew Clarke    | Australia         | 8:49.85 |       |
|      | Tomáš Habarta     | Czechy            | DNF     |       |

### Bieg 3
| Poz. | Zawodnik              | Reprezentacja     | Czas           | Uwagi |
| ---- | --------------------- | ----------------- | -------------- | ----- |
| 1    | Lamecha Girma         | Etiopia           | 8:23.89        | Q     |
| 2    | Kenneth Rooks         | Stany Zjednoczone | 8:24.95 (.941) | Q     |
| 3    | Simon Koech           | Kenia             | 8:24.95 (.942) | Q     |
| 4    | Mohamed Amin Jhinaoui | Tunezja           | 8:25.24        | Q     |
| 5    | Jean-Simon Desgagnés  | Kanada            | 8:25.28        | Q     |
| 6    | Frederik Ruppert      | Niemcy            | 8:25.31        |       |
| 7    | Geordie Beamish       | Nowa Zelandia     | 8:25.86        |       |
| 8    | Ryoma Aoki            | Japonia           | 8:29.03        |       |
| 9    | Louis Gilavert        | Francja           | 8:29.16        |       |
| 10   | Ben Buckingham        | Australia         | 8:32.12        |       |
| 11   | Topi Raitanen         | Finlandia         | 8:33.12        |       |
| 12   | Faid El Mostafa       | Maroko            | 8:39.48        |       |

## Finał
| Poz.   | Zawodnik              | Reprezentacja     | Czas    | Uwagi |
| ------ | --------------------- | ----------------- | ------- | ----- |
| złoto  | Soufiane El Bakkali   | Maroko            | 8:06.05 | SB    |
| srebro | Kenneth Rooks         | Stany Zjednoczone | 8:06.41 | PB    |
| brąz   | Abraham Kibiwot       | Kenia             | 8:06.47 | SB    |
| 4      | Mohamed Amin Jhinaoui | Tunezja           | 8:07.73 | NR    |
| 5      | Ahmed Jaziri          | Tunezja           | 8:08.02 | PB    |
| 6      | Samuel Firewu         | Etiopia           | 8:08.87 |       |
| 7      | Simon Koech           | Kenia             | 8:09.87 | SB    |
| 8      | Ryuji Mira            | Japonia           | 8:11.72 |       |
| 9      | Getnet Wale           | Etiopia           | 8:12.33 |       |
| 10     | Daniel Arce           | Hiszpania         | 8:13.80 |       |
| 11     | Avinash Sable         | Indie             | 8:14.18 |       |
| 12     | Mohamed Tindouft      | Maroko            | 8:14.82 |       |
| 13     | Jean-Simon Desgagnés  | Kanada            | 8:19.31 |       |
| 14     | Amos Serem            | Kenia             | 8:19.74 |       |
| 15     | Leonard Chemutai      | Uganda            | 8:20.03 |       |
|        | Lamecha Girma         | Etiopia           | DNF     |       |